# Lokvát japonský
Lokvát japonský (Rhaphiolepis bibas, syn. Eriobotrya japonica), česky též mišpulník japonský, je malý vždyzelený strom se žlutými plody původem z centrální Číny. Plody jsou známé jako lokvát nebo japonské mišpule či jako čínská nebo japonská švestka.

## Popis
Může dosahovat výšky až 10 m. Větve, listy i květy jsou porostlé rezavohnědými chloupky. Kožovité zubaté listy mají leskle tmavozelenou barvu na líci a na rubu jsou plstnaté.
Plody jsou žluté kožovité bobule, velikosti švestky (3–5 cm velké), oválné či soudkovité, poměrně kyselé. Chutí mohou připomínat švestky nebo jeřabiny. Uprostřed bílé dužiny se nachází 1–4 hnědá hladká lesklá semena.

## Taxonomie
Druh byl poprvé popsán v roce 1784 C. P. Thunbergem jako Mespilus japonica. Později byl v roce 1821 přeřazen Johnem Lindleyem do nového rodu Eriobotrya.
Výsledky fylogenetických studií čeledi Rosaceae však ukázaly, že rod Eriobotrya je parafyletický, neboť v jeho vývojovém stromu je vmezeřen rod Rhaphiolepis. Proto byly oba rody v roce 2020 sloučeny do rodu Rhaphiolepis, který má jakožto dříve popsaný prioritu před jménem Eriobotrya. Zároveň nemohl být druh Eriobotrya japonica jednoduše pojmenován Rhaphiolepis japonica, neboť toto jméno již bylo publikováno v roce 1841 pro jiný druh a dnes je synonymem druhu Rhaphiolepis indica. Autoři byli proto nuceni zvolit jiné druhové jméno a druh dostal název Rhaphiolepis bibas.

## Použití
Plody se konzumují čerstvé nebo mohou být konzervovány jako džemy. Semena obsahují, jako u mnohých jiných růžovitých semen, amygdalin a jsou proto jedovatá.
V tradiční čínské medicíně se používá sirup z mišpulníku jako přípravek proti kašli.

## Kulturní souvislosti
Slovy lokvátové brány a uličky byly v Číně označovány nevěstince. Výrazem běžet pod květy lokvátu byla myšlena návštěva slavné nevěstky.